# Розетка (інтернет-магазин)
Розетка (стилізовано Rozetka) — український інтернет-магазин і маркетплейс, створений 2004 року як інтернет-магазин з продажу парфумерії та косметики. З червня 2005 почав працювати як інтернет-магазин з продажу техніки, «яку можна увімкнути в розетку». З 2019 року повноцінно розпочав роботу як маркетплейс, 2020 запустився як франшиза. Має понад 400 відділень у 122 містах і селищах України. Розетка станом на 2025 рік є одинадцятим найвідвідуванішим сайтом в Україні.

## Про магазин
Ідея магазину виникла 2004 року, коли засновники почали продажі товарів краси онлайн, але вже 2005-го офіційно відкрився сайт з фокусом на електроніку. Назва «Розетка» відображає початковий асортимент техніки, «яку можна увімкнути в розетку». Від початку сайт працював російською мовою; український інтерфейс тривалий час був відсутній, що згодом стало підставою для критики
2016 року платформа додала функціональність торговельного майданчика, з того часу на сайті свої товари можуть продавати інші учасники. На початку березня 2018 року власник магазину заявляв про наявність 2.5 млн товарів у списку товарів. За його даними, у грудні 2017 року на сайті було 75 млн відвідувань і 3 млн продажів.
- 2008 року було відкрито перший офлайновий магазин площею 120 м2. Того ж року влітку було відкрито другий 160 м2, проте вже у жовтні його довелося закрити через падіння продаж.
- Жовтень 2016 — компанія купила складський комплекс «Термінал Бровари» під Києвом. Заявлена вартість — 16 млн $, площа — 48,99 тис. м2[8].
- Січень 2017 — сайт почав продавати ліки[9].
- У червні 2017 року магазин заявив, що не може подати податкову звітність через атаку вірусу Petya[10].
- У листопаді 2017 у Києві було відкрито гіпермаркет площею 6000 м2[11].
- У грудні 2021 Владислав Чечоткін заявив, що Rozetka готується до первинної публічної пропозиції акцій (IPO).[12]

У вересні 2023 року компанія запустила магазин Rozetka.pl у Польщі.

### Власники
Власником магазину є зареєстрована на Кіпрі офшорна компанія «Temania Enterprises Ltd» (укр. Теманія Ентерпрайзиз Лтд), її кінцевими власниками є Ірина та Владислав Чечоткіни.
Rozetka входить до групи компаній Rozetka-EVO, після того як восени 2018 року викупила 54%-ву частку EVO Group південноафриканського фонду Naspers, і пакет акцій співвласників трансформувався у частку в об'єднаній компанії. На початку червня 2023 року від об'єднаної групи компаній відділилися сервіси «Вчасно» та Zakupki.Prom.
Українська юрособа ТОВ «Розетка. УА», яка представляє діяльність компанії Rozetka в Україні, належить зареєстрованій на Кіпрі офшорній компанії «Temania Enterprises Ltd» (укр. Теманія Ентерпрайзиз Лтд), її кінцевими власниками є Ірина та Владислав Чечоткіни. Українська редакція Forbes зазначає, що станом на 2023 рік Чечоткіни, згідно з кіпрським держреєстром, контролюють 39,8 % кіпрської «Теманія Ентерпрайзиз». Ще 18,9 % належить Horizon Capital, 4,5 % — засновникам EVO Group, 1 % у невідомого акціонера. Чечоткін заявив, що структура власності інша, але деталей не надав.

### Логотип
Логотип Rozetka з'явився у 2005 році у вигляді зеленого смайлика. Його створив співзасновник компанії Владислав Чечоткін. 2018 року логотип було оновлено за участю агенції Fedoriv. Смайлик зберігся, обличчя зробили графічнішим і мінімалістичним, фон — яскраво-зелений, запровадили шрифт Rozetka Typeface.

### Магазини
Перший офлайн-магазин Rozetka було відкрито у 2008 році в Києві. Це був повноцінний магазин електроніки площею приблизно 120 м², у якому реалізовували побутову техніку, комп'ютерну та офісну електроніку. Магазин функціонував як шоурум і точка роздрібного продажу. Під час фінансової кризи 2008 року він продовжив роботу, на відміну від другого магазину (площею 160 м²), який було відкрито і закрито того ж року через зниження продажів на 37 %.
У 2017 році Rozetka відкрила свій найбільший офлайн-магазин у Києві на проспекті Степана Бандери, 6, площею 4000 м². Цей магазин працював до 30 червня 2024 року, після чого був закритий у рамках стратегії компанії щодо заміни великих магазинів на десятки менших торгових точок.
Станом на кінець жовтня 2024 року мережа Rozetka налічувала близько 500 фізичних точок продажу по всій Україні.

### Пошкодження складу внаслідок ракетної атаки
21 березня 2024 року, внаслідок масованої російської ракетної атаки на Київ. було пошкоджено логістичний склад Розетки. Працівники не постраждали.

## Відзнаки

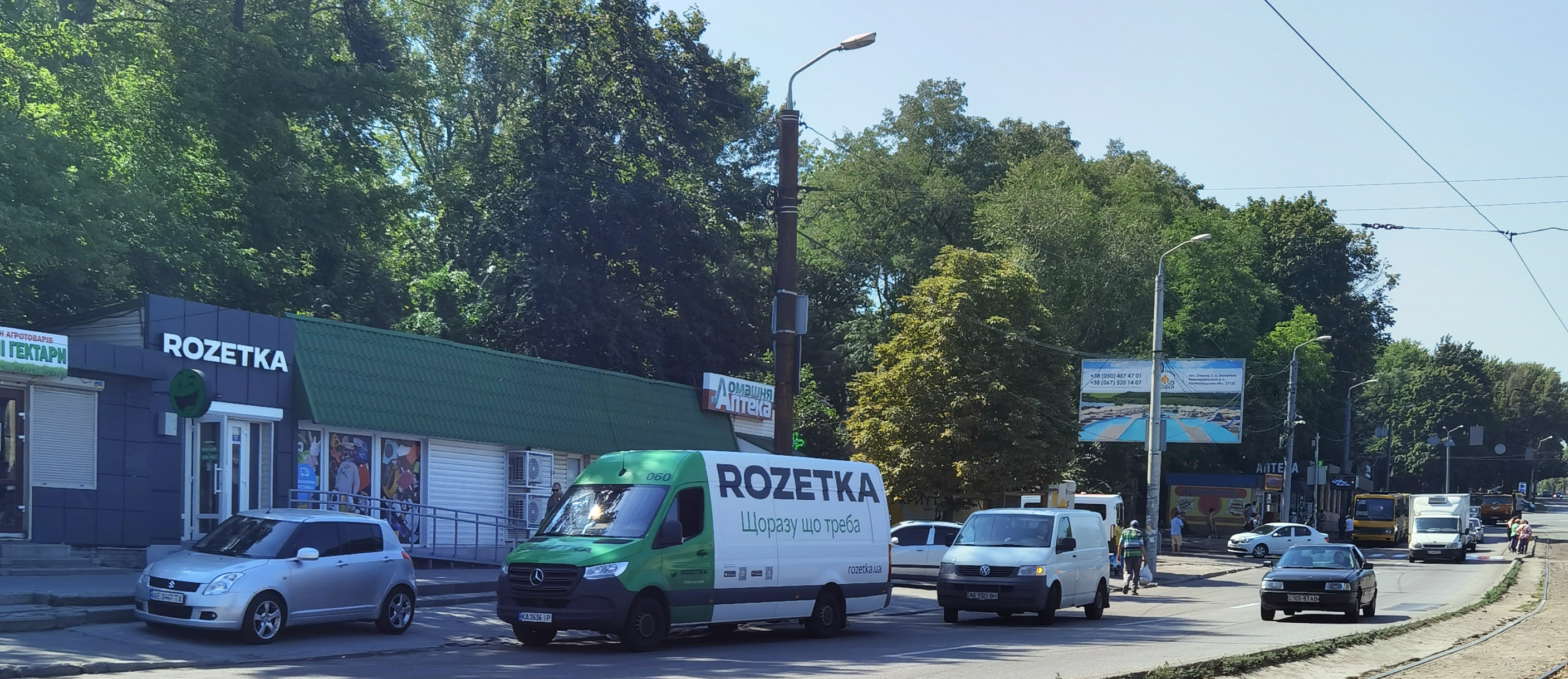
Автобус Розетки біля магазину Розетки

2010 та 2011 року Асоціація підприємств інформаційних технологій визнала магазин переможцем конкурсу Ukrainian IT-Channel Award у номінації «Роздрібна компанія (онлайн)».
Керівник — Владислав Чечоткін, переміг у номінації «За найбільший внесок у розвиток ринку роздрібного продажу» конкурсу «Людина року 2007», який провели тижневик «Компьютерное обозрение» і видавничий дім ITC Publishing для визначення тих, хто зробив найбільший внесок у розвиток IT-ринку України.
2016 року компанія посіла десяте місце в рейтингу найінноваційніших компаній України за версією Forbes Україна.

## Розслідування

### Несплата податків
19 квітня 2012 року Податкова служба в рамках розслідування щодо розмірів сплати податків провела виїмку серверів хостингової компанії Mirohost, де розміщувався сайт Rozetka.ua. Внаслідок чого Rozetka.ua перейшов на домен rozetka.com.ua та мігрував на хостинг у Німеччині. 8 серпня 2012 року власник компанії Владислав Чечоткін заявив про порушення податкового законодавства та виплату заборгованості та штрафу розміром 5 млн грн.

## Критика

### Відсутність україномовного інтерфейсу
До жовтня 2016 року сайт не мав україномовного інтерфейсу. Відсутність україномовного інтерфейсу не раз викликала претензії українських користувачів. У кінці жовтня 2016 року, магазин запустив тестову україномовну версію інтерфейсу, після закінчення тестування, ця версія стала доступною для всіх користувачів. 2 лютого 2021 року сервіс закрив свій російськомовний ютуб канал, який існував з грудня 2008 року та мав понад 1 млн підписників, а також був третім у світі ресурсом з залученням трафіку з YouTube після Amazon та AliExpress. У той день було створено новий україномовний канал.